# Hadena cavalla
Hadena cavalla är en fjärilsart som beskrevs av Rudolf Pinker 1980. Hadena cavalla ingår i släktet Hadena och familjen nattflyn. Inga underarter finns listade i Catalogue of Life.